# زمران (قلعة السراغنة)
زمران هي بلدة مغربية تقع شمال مدينة مراكش وتبعد عنها ب 50 كلم. المدينة تنتمي لإقليم قلعة السراغنة وتضم 15.996 نسمة (إحصاء 2004).
وترجع اصول قبائل زمران إلى قبائل عربية من بني منصور المعقلية ابان الحكم السعدي القادمة من منطقة سوس ماسة درعة نحو حوز مراكش واستوطنت انماي ونواحيها.بالإضافة إلى القبائل الأمازيغية الحوزية الاصلية كمسيوة وفطواكة والتي امتزجت فيما بينها مكونة قبائل زمران.
و تشتهر المنطقة برفاة الولي الشهير سيدي رحال السملالي السوسي الجزولي التمدولتي:(أسطورة مراكش)
الكوش والبدالي والسملالي وطير الجبل والسبع الأذرع... تلك جملة صفات ونعوت تميز سيدي رحال وكل صفة تحتاج إلى توضيح. هو محمد بن أحمد بن الحسن السملالي الشهير عند المغاربة بسيدي رحال البدالي, ولد عام 890هجرية، حسب جل الروايات والحوليات، إلا أن هذه المصادراختلفت في تحديد سنة وفاته، وتجاهلت طفولته مثل سائر الأولياء، والده البدالي مدفون بمحاميد الغزلان. تتلمذ سيدي رحال على يد الشيخ سيدي عبد العزيز التباع، وعاش في فترة وصفت بانحطاط حكم الدولة الوطاسية، وتصاعد وثيرة الغزو البرتغالي، وبداية حكم السعديين المساندة من طرف فقهاء الزوايا. أصوله من قرية تمدولت السوسية الجزولية المشهورة بودي أقا بمنطقة سوس, والده البدالي مدفون بمحاميد الغزلان, تتلمذ على يد الشيخ سيدي عبد العزيز التباع, عاش في أواخر الدولة الوطاسية وأوائل الدولة السعدية التي ظهرت عام 915هـ.لُقِبَ بسيدي رحال باعتباره كان دائم الترحال والتجوال وبالبدالي لكثرة تبدل أحواله،